# Герб Ялти

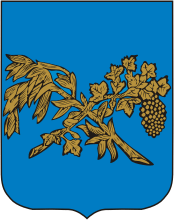
Герб Ялти за доби Російської імперії, 1844 року

Герб Ялти — геральдичний символ міста Ялти затверджений 29 вересня 2005 року рішенням 35-ї сесії Ялтинської міської ради. Автор — художник Сергій Милокумов.

## Опис герба
Щит розтятий; праве поле перетяте 6 разів на 4 червоні та 3 сині балки поперемінно, ліве поле — червоне; поверх обох полів іде золотий лев із повернутою назад головою; у синій главі — дві золотих гілки винограду і лавру у косий хрест.

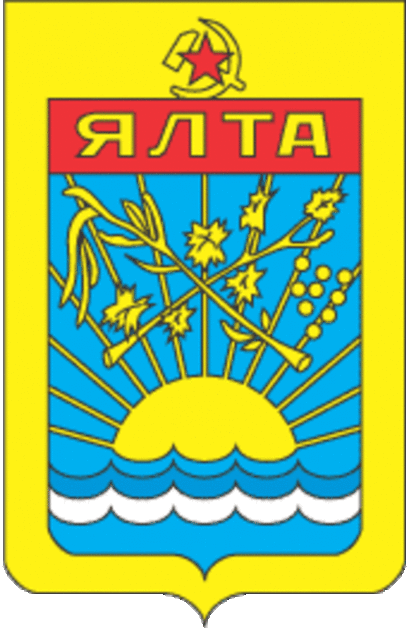
Герб Ялти часів СРСР, 1968 року

Щит обрамований картушем і увінчаний срібною міською короною та пальмовою гілкою. Щитотримачі морські коники утримують під щитом срібну стрічку з девізом золотими літерами: «YALTA URBS MERIDIALIS» (лат.) «ЯЛТА ПІВДЕННА СТОЛИЦЯ» (укр.)